# Cañizal
Cañizal ist ein nordwestspanischer Ort und eine Gemeinde (municipio) mit nur noch 421 Einwohnern (Stand: 2024) im Süden der Provinz Zamora in der Autonomen Gemeinschaft Kastilien-León. 

## Lage und Klima
Cañizal liegt am Rand der Kastilischen Hochebene (Meseta Iberica) in einer Höhe von ca. 790 m. Die Provinzhauptstadt Zamora ist gut 53 km (Fahrtstrecke) in westnordwestlicher Richtung entfernt; bis nach Salamanca sind es gut 33 km in südwestlicher Richtung. Durch die Gemeinde führt die Autovía A-62. Das gemäßigte Kontinentalklima wird nur selten vom Atlantik beeinflusst; Regen (ca. 444 mm/Jahr) fällt vorwiegend im Winterhalbjahr.

## Bevölkerungsentwicklung
| Jahr      | 1970 | 1981 | 1991 | 2001 | 2011 | 2021 |
| Einwohner | 1130 | 837  | 691  | 635  | 504  | 428  |

## Sehenswürdigkeiten
- Marienkirche (Iglesia de San Pedro )
- Marienkapelle

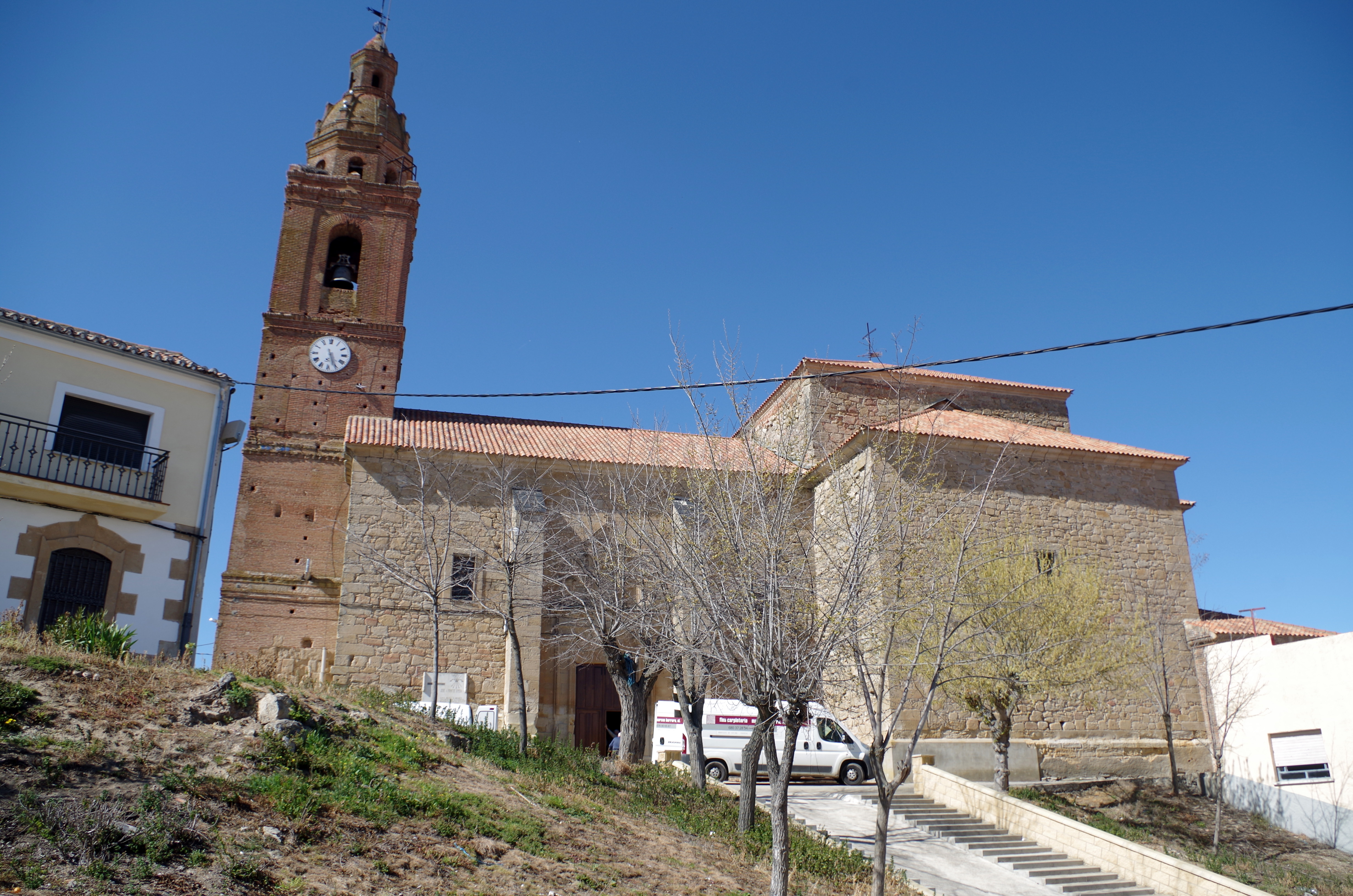
Marienkirche
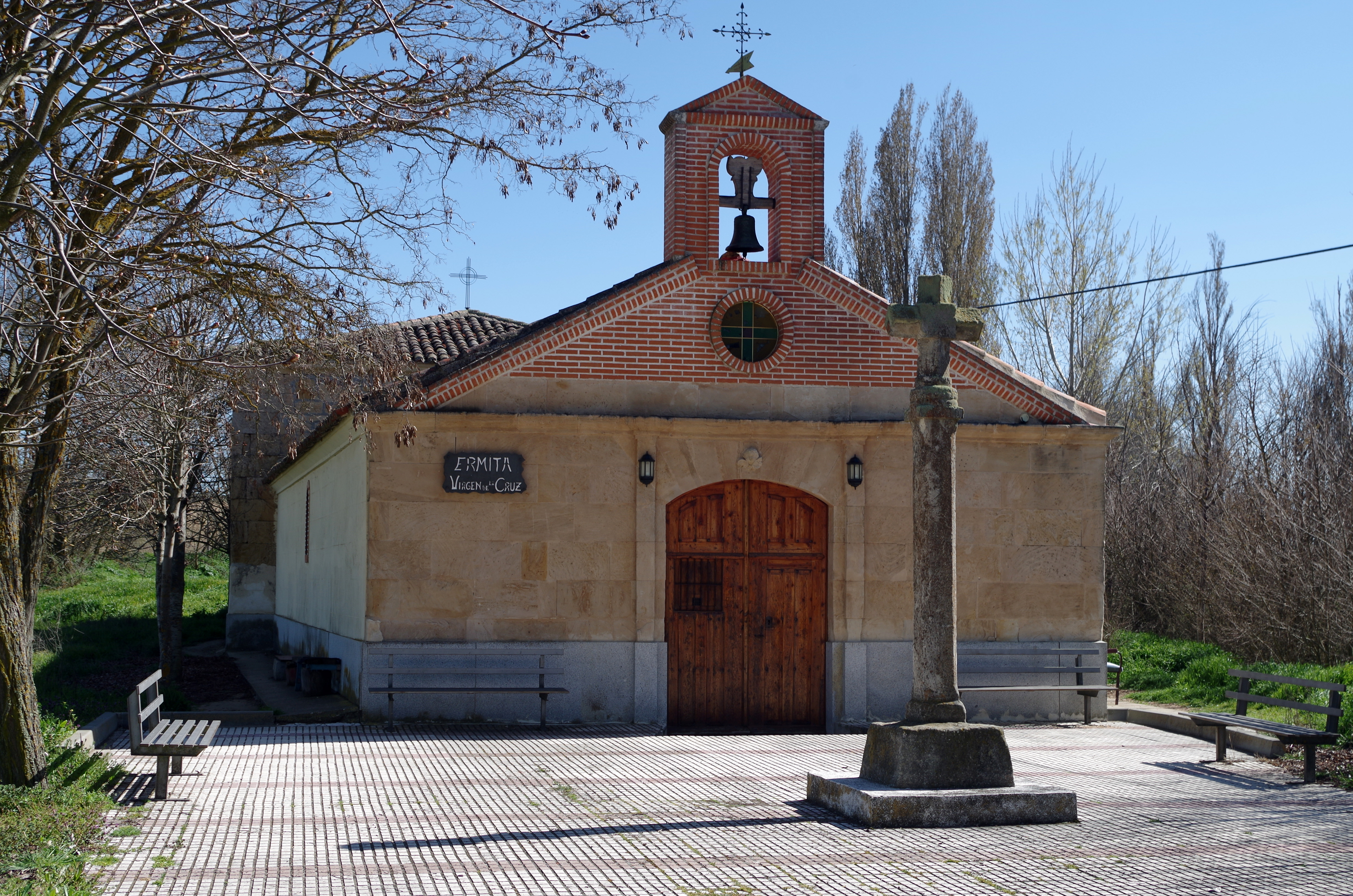
Marienkapelle